# UFC 73
UFC 73: Stacked foi um evento de artes marciais mistas promovido pelo Ultimate Fighting Championship, ocorrido em 7 de julho de 2007 na ARCO Arena em Sacramento, California. Suas lutas principais foram a de Anderson Silva contra Nate Marquardt valendo o Cinturão Peso-Médio do UFC e a de Sean Sherk enfrentando Hermes França pelo Cinturão Peso-Leve do UFC.
O evento também marcou a estreia de Antônio Rodrigo Nogueira no UFC.

## Resultados
Nota 1 Pelo Cinturão Peso-Médio do UFC.

Nota 2 Pelo Cinturão Peso-Leve do UFC. Sherk e França foram pegos no exame antidoping. Sherk foi destituído do título.

## Bônus da Noite
- Luta da Noite:  Diego Saraiva vs.  Jorge Gurgel
- Nocaute da Noite:  Anderson Silva
- Finalização da Noite:  Chris Lytle

## Ligações Externas
1. ↑  Nota 1
2. ↑  Nota 2